# TUI Discovery
Splendour of the Seas — второе круизное судно класса Vision, находившееся в собственности компании Royal Caribbean Cruises Ltd. и эксплуатировавшееся оператором Royal Caribbean International было построено во Франции на верфи Chantiers de l'Atlantique в Сен-Назере в 1996 году.
Серия из шести судов включает в себя также суда-близнецы Legend of the Seas, Grandeur of the Seas, Rhapsody of the Seas, Enchantment of the Seas  и собственно Vision of the Seas. Название класс получил по последнему судну серии.

## История судна
После подписания контракта 1 марта 1993 г. закладка киля судна под заводским номером B31 состоялась 4 сентября 1994 г. на верфи Chantiers de l'Atlantique в Сен-Назере. После затопления дока 17 июня 1995 г. судно отогнали к причалу на дооборудование и после классификации Det Norske Veritas 15 марта 1996 г. передали пароходству. Церемония крещения состоялась 29 марта 1996 г. в Саутгемптоне. Крёстной матерью стала Лиз Уилхелмсен (Lise Wilhelmsen). Стоимость судна составила 325 млн. US-$. 
Первый рейс состоялся 31 марта 1996 г. по маршруту Саутгемптон -  Барселона.  Затем судно использовалась по всему миру и совершало даже регулярные переходя через Атлантику. В 2001 г. судно было основательно модернизировано.  Также объёмные работы по модернизации с помещением в сухой док  в плане 2011 г.

## Двигатели и привод

### Энергоснабжение
Splendour of the Seas оснащён очень мощной для такого размера судна дизельэлектрической установкой. Она состоит из пяти V-12-цилиндровых судовых дизельных двигателей серии Wärtsilä 46, характеризующихся незначительным выбросом вредных веществ и малой вибрацией. Они приводят в движение генераторы GEC Alstom, снабжающие всё судно электроэнергией. Отводимое от дизелей тепло используется в котельной для производства пара, который, помимо прочего, используется для получения питьевой воды.
Для аварийного электроснабжения на судне имеется два дополнительных дизельгенератора. Приводными двигателями для них служат 12-цилиндровые дизельные двигатели типа Detroit Diesel 12V92TA.
Для повышения остойчивости в открытом море машинное отделение размещено по середине корпуса.

## Развлечения на борту
К услугам 2064 пассажиров 902 каюты
Из 575 внешних кают у 232 имеются балконы. В 388 каютах стоят по три-четыре кровати. Внутреннее убранство судна спроектировано норвежским архитектором Njal R. Eide.  
- Особенности:[1]
  - скалодром
  - открытый бассейн
  - The Centrum
  - Adventure Ocean® для детей и юношей
  - Casino RoyaleSM
  - солярий
  - ShipShape® Day Spa
  - фитнес-центр